# دائرة الإيرادات الداخلية

شعار دائرة الإيرادات الداخلية في الولايات المتحدة الأمريكية.

دائرة الإيرادات الداخلية (بالإنجليزية: Internal Revenue Service)‏ تعرف أيضا بإختصار IRS هي دائرة الإيرادات في الحكومة الفيدرالية للولايات المتحدة. تتبع هذه الدائرة وزارة الخزانة الأمريكية ويشرف عليها مباشرة مدير الإيرادات الداخلية. تشرف دائرة الإيرادات الداخلية على جمع الضرائب وتطبيق قوانين الإيرادات الداخلية.
وضعت أول ضريبة دخل في عام 1862 لجمع الموارد لتمويل الحرب الأهلية الأمريكية وكانت بنسبة 3%. تجمع دائرة الإيرادات الداخلية اليوم ما يقارب 2.4 ترليون دولار أمريكي كل عام موزعة على ما يقارب 234 مليون تصريح ضريبي.
خدمة الإيرادات الداخلية (IRS) هي خدمة الإيرادات للحكومة الفيدرالية للولايات المتحدة. الوكالة الحكومية هي مكتب تابع لوزارة الخزانة، وتخضع للتوجيه المباشر لمفوض الإيرادات الداخلية، الذي يعينه رئيس الولايات المتحدة لمدة خمس سنوات. مصلحة الضرائب مسؤولة عن تحصيل الضرائب وإدارة قانون الإيرادات الداخلية، وهو الهيئة الرئيسية لقانون الضرائب القانوني الفيدرالي للولايات المتحدة. تشمل واجبات مصلحة الضرائب تقديم المساعدة الضريبية لدافعي الضرائب ومتابعة حالات الإقرارات الضريبية الخاطئة أو الاحتيالية وحلها. كما أشرفت دائرة الإيرادات الداخلية على العديد من برامج المزايا، وفرضت أجزاء من قانون الرعاية بأسعار معقولة.

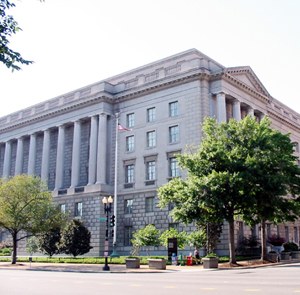
مبنى خدمة الإيرادات الداخلية في شارع الدستور في واشنطن العاصمة.

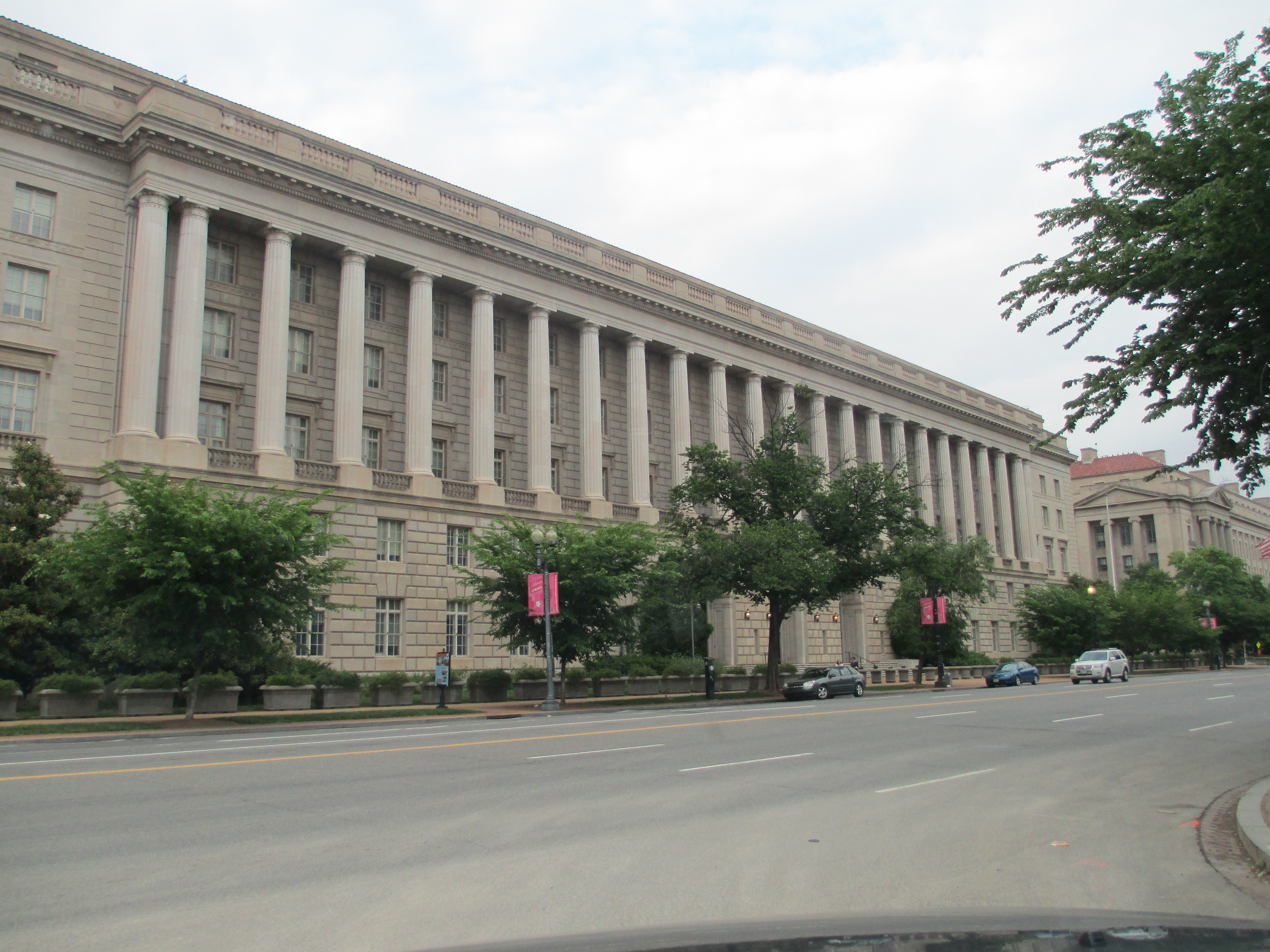
مبنى IRS في واشنطن العاصمة

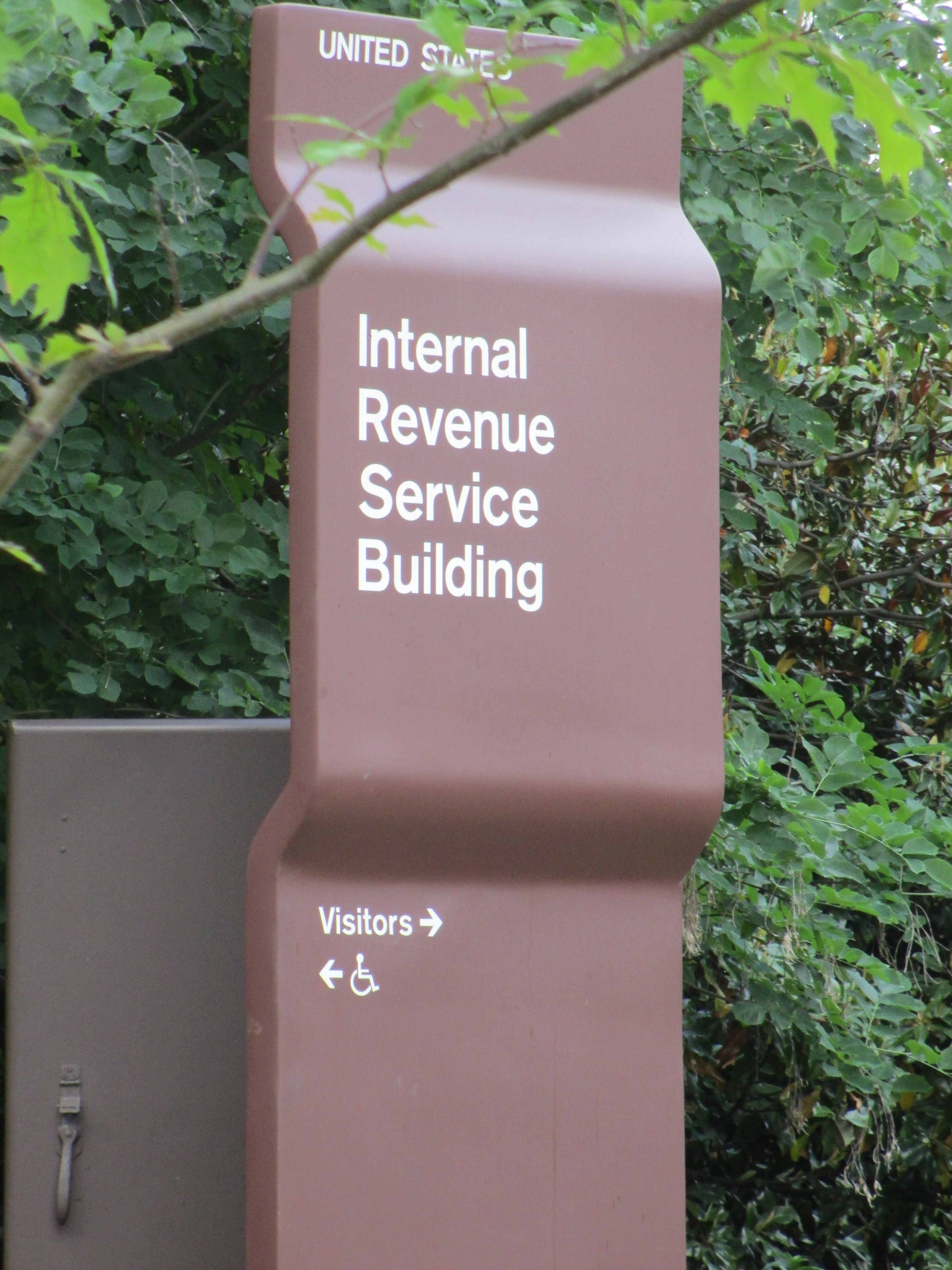
علامة موقع مصلحة الضرائب على شارع الدستور، واشنطن العاصمة

نشأت دائرة الإيرادات الداخلية مع مفوض الإيرادات الداخلية، وهو مكتب اتحادي تم إنشاؤه في عام 1862 لتقييم ضريبة الدخل الأولى في البلاد، والتي كانت تهدف إلى جمع الأموال للحرب الأهلية الأمريكية. قدم الإجراء المؤقت أكثر من خُمس نفقات الحرب الخاصة بالاتحاد وسُمح بانتهاء صلاحيته بعد عقد من الزمن. في عام 1913، تمت المصادقة على التعديل السادس عشر لدستور الولايات المتحدة للسماح للكونغرس بفرض ضريبة على الدخل، وتم إنشاء مكتب الإيرادات الداخلية. في عام 1953، تم تغيير اسم الوكالة إلى دائرة الإيرادات الداخلية.

على الرغم من أن مصلحة الضرائب تجمع معظم الإيرادات اللازمة لتمويل الحكومة الفيدرالية، فقد تم تخفيض ميزانياتها في السنوات الأخيرة. في عام 2016، كتبت الكلية الأمريكية لمستشار الضرائب إلى قيادة الكونجرس:
| « | لقد شاهدنا الوكالة تكافح مع انخفاض كبير في التمويل مما تسبب في مشاكل التوظيف والمعنويات. في ممارساتنا ، رأينا التأثير السلبي لذلك على عملائنا ، دافعي الضرائب. | » |

في السنة المالية 2017، عالجت مصلحة الضرائب أكثر من 245 مليون عائد وجمعت أكثر من 3.4 تريليون دولار من إجمالي الإيرادات، حيث أنفقت 34 سنتًا لكل 100 دولار جمعتها. في 28 يونيو 2018، كتبت بلومبيرج نيوز:
| « | كانت الوكالة تترنح من تخفيضات الميزانية. الميزانية الحالية البالغة 11.43 مليار دولار هي أقل مما كانت عليه في السنة المالية 2008 ، وخفضت مصلحة الضرائب حوالي 15 في المائة من قوتها العاملة على مدى السنوات الخمس الماضية. انخفض عدد موظفي إنفاذ القانون بأكثر من 25 في المائة منذ عام 2010. | » |

## التاريخ

### الحرب الأهلية الأمريكية (1861-1865)

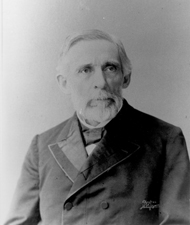
كان جورج س. بوتويل أول مفوض للإيرادات الداخلية في عهد الرئيس أبراهام لنكولن.

في يوليو 1862، أثناء الحرب الأهلية الأمريكية، أصدر الرئيس أبراهام لنكولن والكونغرس قانون الإيرادات لعام 1862، وأنشأوا مكتب مفوض الإيرادات الداخلية وسن ضريبة دخل مؤقتة لدفع نفقات الحرب.
تم تمرير قانون الإيرادات لعام 1862 كضريبة طارئة وضريبة مؤقتة في وقت الحرب. لقد نسخت نظامًا بريطانيًا جديدًا نسبيًا لضرائب الدخل، بدلاً من ضرائب التجارة والممتلكات. صدرت أول ضريبة دخل عام 1862:
- كان المعدل الأولي 3٪ على الدخل الذي يزيد عن 800 دولار، وهو ما أعفى معظم العاملين.
- في عام 1862، كان المعدل 3٪ على الدخل بين 600 دولار و 10000 دولار، و 5٪ على الدخل الذي يزيد عن 10000 دولار.
- في عام 1864 كان المعدل 5٪ على الدخل بين 600 دولار و 5000 دولار؛ 7.5٪ على الدخل 5000 - 10000 دولار؛ و 10٪ على الدخل 10,000 دولار وما فوق.

بحلول نهاية الحرب، دفعت 10٪ من أسر الاتحاد شكلاً من أشكال ضريبة الدخل، وجمع الاتحاد 21٪ من عائدات الحرب من خلال ضرائب الدخل.

### ما بعد الحرب الأهلية وإعادة الإعمار والإصلاح الضريبي الشعبي (1866-1913)
بعد الحرب الأهلية، تطلب إعادة الإعمار والسكك الحديدية وتحويل آلات الحرب الشمالية والجنوبية نحو وقت السلم تمويلًا عامًا. ومع ذلك، في عام 1872، بعد سبع سنوات من الحرب، سمح المشرعون بانتهاء ضريبة الدخل المؤقتة للحرب الأهلية.
تطورت ضرائب الدخل، ولكن في عام 1894، أعلنت المحكمة العليا أن ضريبة الدخل لعام 1894 غير دستورية في قضية شركة بولوك ضد القرض والثقة للمزارعين، قرار يتعارض مع هيلتون ضد الولايات المتحدة. سارعت الحكومة الفيدرالية إلى جمع الأموال.
منح هذا الكونجرس سلطة محددة لفرض ضريبة الدخل دون النظر إلى التوزيع بين الولايات حسب عدد السكان. بحلول فبراير 1913، صادقت 36 ولاية على التغيير في الدستور. وصادقت عليها ست ولايات أخرى بحلول مارس / آذار. من بين 48 ولاية في ذلك الوقت، صدقت 42 دولة عليها. كونيتيكت ورود آيلاند ويوتا رفضوا التعديل. لم تتناول بنسلفانيا وفيرجينيا وفلوريدا هذه القضية.

### التعديل السادس عشر بعد (1913 حتى الآن)
على الرغم من أن التعديل الدستوري للسماح للحكومة الفيدرالية بتحصيل ضرائب الدخل قد اقترحه الرئيس تافت في عام 1909، لم يتم التصديق على التعديل السادس عشر حتى عام 1913، قبل بداية الحرب العالمية الأولى. في عام 1913 تم تقديم الإصدار الأول من نموذج 1040. يمكن العثور على نسخة من أول نموذج دائرة الإيرادات الداخلية 1040، على موقع ويب دائرة الإيرادات الداخلية والذي يوضح أنه تم توجيه فقط أولئك الذين لديهم دخل سنوي لا يقل عن 3000 دولار (ما يعادل 77600 دولار في عام 2019) لتقديم إقرار ضريبة الدخل.
في السنة الأولى بعد التصديق على التعديل السادس عشر، لم يتم تحصيل أي ضرائب. بدلاً من ذلك، أكمل دافعو الضرائب النموذج وفحصت مصلحة الضرائب النموذج للتأكد من دقته. قفز عبء العمل في مصلحة الضرائب بمقدار عشرة أضعاف، مما أدى إلى إعادة هيكلة ضخمة. بدأ جباة الضرائب المحترفون في استبدال نظام التعيينات «المحسوبية». ضاعفت دائرة الإيرادات الداخلية عدد موظفيها، لكنها كانت لا تزال تعالج عمليات إرجاع 1917 في عام 1919.
جمعت ضريبة الدخل الكثير من الأموال المطلوبة لتمويل المجهود الحربي؛ في عام 1918، وضع قانون جديد للإيرادات معدل ضريبة أعلى بنسبة 77٪.

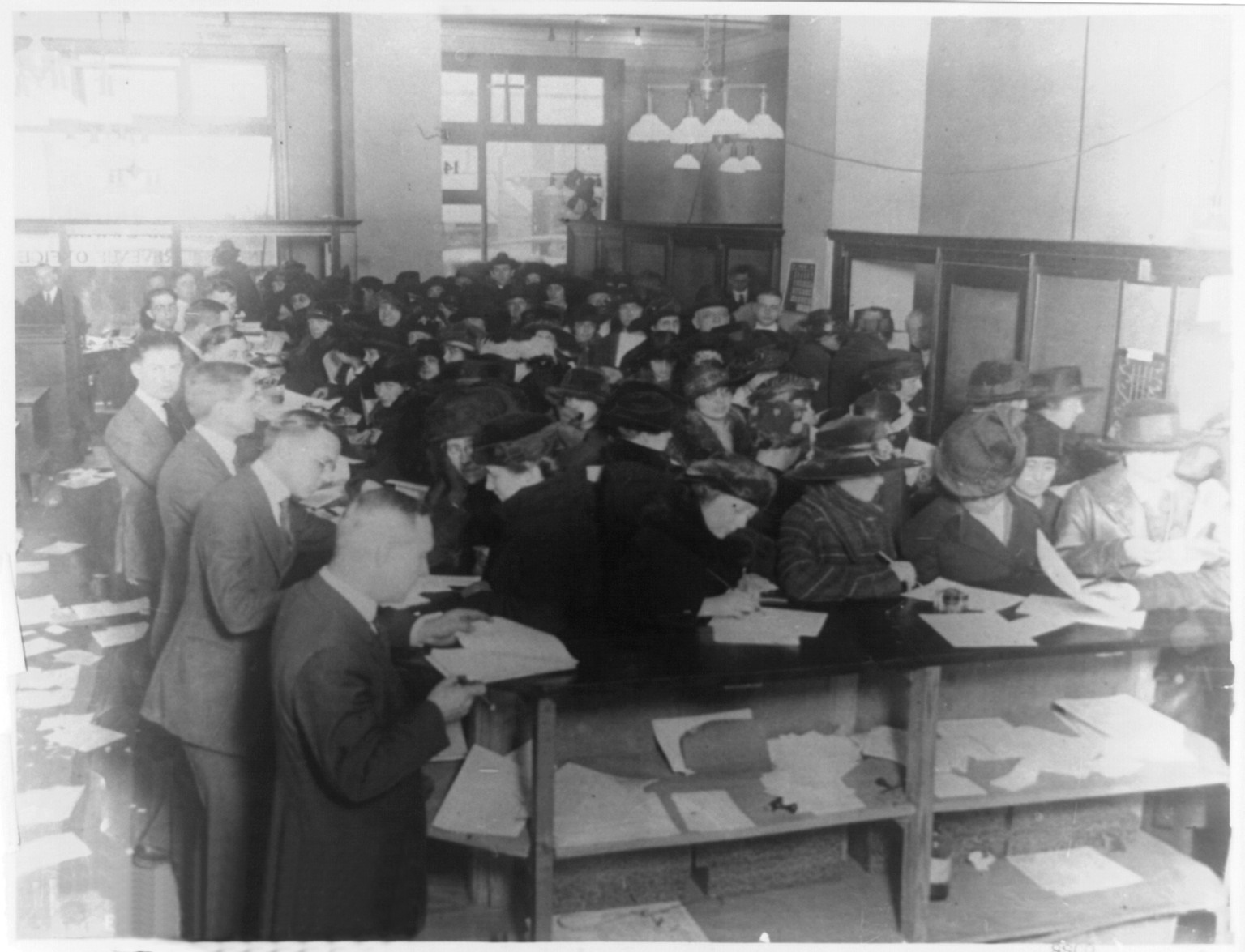
الأشخاص الذين قدموا نماذج ضريبية في عام 1920.

في عام 1919 تم تكليف دائرة الإيرادات الداخلية بإنفاذ القوانين المتعلقة بحظر بيع وتصنيع الكحول. تم نقل هذا إلى اختصاص وزارة العدل في عام 1930. بعد الإلغاء في عام 1933، استأنفت دائرة الإيرادات الداخلية تحصيل الضرائب على المشروبات الكحولية. تم فصل أنشطة الكحول والتبغ والأسلحة النارية للمكتب في مكتب الكحول والتبغ والأسلحة النارية والمتفجرات في عام 1972.
صدر قانون ضريبي جديد في عام 1942 عندما دخلت الولايات المتحدة الحرب العالمية الثانية. تضمن هذا الفعل رسمًا إضافيًا خاصًا في زمن الحرب. زاد عدد المواطنين الأمريكيين الذين دفعوا ضريبة الدخل من حوالي 4 ملايين عام 1939 إلى أكثر من 42 مليونًا بحلول عام 1945.
في عام 1952، بعد سلسلة من الحوادث المدمرة سياسياً من التهرب الضريبي والرشوة بين موظفيها، أعيد تنظيم مكتب الإيرادات الداخلية بموجب خطة طرحها الرئيس ترومان، بموافقة الكونجرس. أدت عملية إعادة التنظيم إلى إضفاء اللامركزية على العديد من الوظائف إلى مكاتب المقاطعات الجديدة التي حلت محل مكاتب التجميع. تم تعيين مدراء الخدمة المدنية ليحلوا محل المحصلين المعينين سياسياً لمكتب الإيرادات الداخلية. بعد فترة وجيزة، أعيد تسمية المكتب باسم دائرة الإيرادات الداخلية.
في عام 1954، تم تغيير الموعد النهائي للإيداع من 15 مارس إلى 15 أبريل.
أنشأ قانون الإصلاح الضريبي لعام 1969 الحد الأدنى البديل للضريبة.
بحلول عام 1986، أصبح الإيداع الإلكتروني المحدود للإقرارات الضريبية ممكنًا.
غير قانون إعادة هيكلة وإصلاح خدمة الإيرادات الداخلية لعام 1998 ("RRA 98") المنظمة من التوجه الجغرافي إلى منظمة قائمة على أربعة أقسام تشغيلية. وأضافت «10 خطايا مميتة» تتطلب الإنهاء الفوري لموظفي مصلحة الضرائب الذين ثبت ارتكابهم لسوء سلوك معين.
رفضت أنشطة الإنفاذ. لاحظ مجلس الرقابة في دائرة الإيرادات الداخلية أن التراجع في أنشطة الإنفاذ قد «أثار [تحرير] أسئلة حول الامتثال الضريبي والإنصاف للغالبية العظمى من المواطنين الذين يدفعون جميع ضرائبهم.»  في يونيو 2012، أوصى مجلس الرقابة في مصلحة الضرائب للخزانة بميزانية للسنة المالية 2014 بقيمة 13.074 مليار دولار لخدمة الإيرادات الداخلية.
في 20 ديسمبر 2017، أقر الكونغرس قانون التخفيضات الضريبية والوظائف لعام 2017 . تم التوقيع عليه ليصبح قانونًا من قبل الرئيس ترامب في 22 ديسمبر 2017.
في السنة المالية 2017، كان لدى مصلحة الضرائب 76832 موظفًا يقومون بعملها، بانخفاض قدره 14.9 بالمائة عن عام 2012.

### إقرارات الضرائب الرئاسية (1973)
من الخمسينيات وحتى السبعينيات، بدأت دائرة الإيرادات الداخلية في استخدام تكنولوجيا مثل الميكروفيلم لحفظ السجلات وتنظيمها. ثبت أن الوصول إلى هذه المعلومات مثير للجدل، عندما تم تسريب الإقرارات الضريبية للرئيس ريتشارد نيكسون للجمهور. مستشار الضرائب له، إدوارد إل. مورغان، وأصبح رابع مسؤول إنفاذ القانون لتوجيه الاتهام بارتكاب جريمة أثناء ووترغيت.
قام جون ريكارد الابن، المتهم بتسريب إقرارات نيكسون الضريبية، بجمع الضرائب المتأخرة في الأحياء الفقيرة في واشنطن. في كلماته: «سعينا وراء الناس بالنيكل والدايمات، وكثير منهم فقراء وفي كثير من الأحيان أميون لا يعرفون كيف يتعاملون مع جهة حكومية». اعترف ريكارد بأنه رأى العائدات، لكنه نفى أنه سربها.
حصل الصحفي جاك وايت من جريدة بروفيدنس على جائزة بوليتزر لتقريره عن الإقرارات الضريبية لنيكسون. دفع نيكسون، براتب 200 ألف دولار، 792.81 دولارًا في ضريبة الدخل الفيدرالية في عام 1970 و 878.03 دولارًا في عام 1971، مع اقتطاعات قدرها 571 ألف دولار للتبرع بـ «أوراق نائب الرئيس». كان هذا أحد أسباب تصريحه الشهير: «حسنًا، أنا لست محتالًا. لقد ربحت كل ما لدي».
كان هذا التسريب مثيراً للجدل لدرجة أن معظم رؤساء الولايات المتحدة اللاحقين أصدروا إقراراتهم الضريبية (وإن كانت جزئية في بعض الأحيان). يمكن العثور على هذه العوائد عبر الإنترنت في مشروع التاريخ الضريبي (بالإنجليزية: Tax History Project)‏.

### الحوسبة (1959 إلى الوقت الحاضر)
بحلول نهاية الحرب العالمية الثانية، كانت مصلحة الضرائب تتعامل مع ستين مليون إقرار ضريبي كل عام، باستخدام مجموعة من الآلات الحاسبة المكتبية وآلات المحاسبة والأشكال الورقية والقلم الرصاص. في عام 1948 تم استخدام معدات البطاقات المثقبة. كانت أول تجربة لنظام كمبيوتر لمعالجة ضريبة الدخل في عام 1955، عندما تم تركيب آي بي إم 650 في مدينة كانساس سيتي بمعالجة 1.1 مليون عائد. تم التصريح لـ دائرة الإيرادات الداخلية بمتابعة الحوسبة في عام 1959، واشترت أنظمة آي بي إم 1401 وآي بي إم 7070 لمراكز معالجة البيانات المحلية والإقليمية. تم استخدام رقم الضمان الاجتماعي لتحديد هوية دافع الضرائب اعتبارًا من عام 1965. بحلول عام 1967، تمت معالجة جميع المرتجعات بواسطة الكمبيوتر وتم إلغاء إدخال بيانات البطاقة المثقوبة تدريجياً.
كانت معالجة المعلومات في أنظمة دائرة الإيرادات الداخلية في أواخر الستينيات في وضع الدفع؛ تم تحديث سجلات الميكروفيلم أسبوعياً وتوزيعها على المراكز الإقليمية للتعامل مع الاستفسارات الضريبية. تم إطلاق مشروع لتنفيذ نظام تفاعلي حقيقي يسمى «نظام إدارة الضرائب»، والذي سيوفر الآلاف من المحطات التفاعلية المحلية في مكاتب مصلحة الضرائب. ومع ذلك، أعد مكتب المحاسبة العامة تقريرًا ينتقد نقص حماية الخصوصية في تي إيه إس، وتم التخلي عن المشروع في عام 1978.
في عام 1995، بدأت دائرة الإيرادات الداخلية في استخدام الإنترنت العام للإيداع الإلكتروني. منذ إدخال الإيداع الإلكتروني، ازدهرت الخدمات الضريبية الذاتية عبر الإنترنت، مما زاد من عمل محاسبين الضرائب، الذين تم استبدالهم في بعض الأحيان.
في عام 2003، أبرمت مصلحة الضرائب صفقة مع بائعي البرامج الضريبية: لن تقوم دائرة الإيرادات الداخلية بتطوير برامج التسجيل عبر الإنترنت، وفي المقابل، سيوفر بائعو البرامج ملفات إلكترونية مجانية لمعظم الأمريكيين. في عام 2009، تأهل 70٪ من مقدمي الطلبات للإيداع الإلكتروني المجاني للعائدات الفيدرالية.
وفقًا لتقرير المفتش العام، الصادر في نوفمبر 2013، يتم إلقاء اللوم على سرقة الهوية في الولايات المتحدة في استرداد 4 مليارات دولار أمريكي من استرداد ضرائب احتيالية لعام 2012 من قبل دائرة الإيرادات الداخلية. تم تقديم ادعاءات احتيالية باستخدام هوية دافع الضرائب المسروقة وأرقام الضمان الاجتماعي، مع إرسال الإقرارات إلى العناوين في كل من الولايات المتحدة ودوليًا. بعد إصدار النتائج، ذكرت مصلحة الضرائب أنها حلت معظم حالات سرقة الهوية لعام 2013 في غضون 120 يومًا، بينما كان متوسط الوقت لحل القضايا من الفترة الضريبية 2011/2012 312 يومًا.
في سبتمبر 2014، أعرب مفوض دائرة الإيرادات الداخلية جون كوسكينين عن قلقه بشأن قدرة المنظمة على التعامل مع قانون الرعاية الصحية الأمريكي (Obamacare) وإدارة ائتمانات ضريبية متميزة تساعد الأشخاص على دفع تكاليف الخطط الصحية من تبادلات التأمين في قانون الصحة. كما أنه سيفرض التفويض الفردي للقانون، والذي يتطلب من معظم الأمريكيين امتلاك تأمين صحي. في يناير 2015، تلقت قناة فوكس نيوز رسالة بريد إلكتروني توقعت موسم ضرائب فوضوي على عدة جبهات. تم إرسال البريد الإلكتروني من قبل مفوض آي آر إس كوسكينين إلى العمال. توقع كوسكينين أن مصلحة الضرائب ستغلق عملياتها لمدة يومين في وقت لاحق من هذا العام مما سيؤدي إلى إجازات غير مدفوعة للموظفين وخفض الخدمة لدافعي الضرائب. وقال كوسكينين أيضًا إن التأخير في استثمارات تكنولوجيا المعلومات التي تزيد عن 200 مليون دولار قد يؤخر إجراءات حماية دافعي الضرائب الجديدة ضد سرقة الهوية. أيضًا في كانون الثاني (يناير) 2015، وصفت هيئة تحرير صحيفة نيويورك تايمز تخفيضات ميزانية دائرة الإيرادات الداخلية بالحمق، حيث خسر 6 دولارات من عائدات الضرائب مقابل كل دولار من التخفيضات في الميزانية.

### تاريخ اسم مصلحة الضرائب

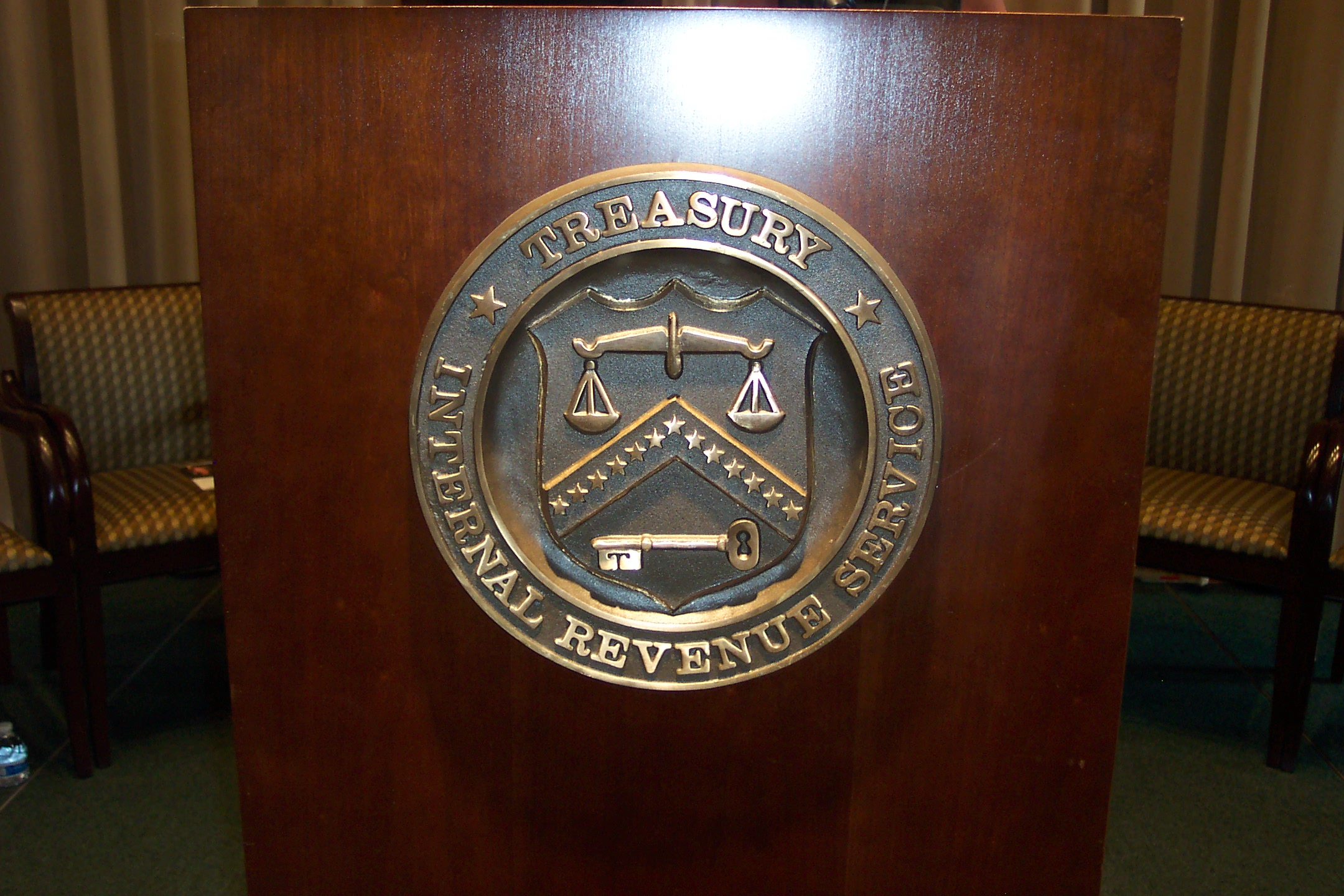
ختم مصلحة الضرائب ووزارة الخزانة على المنبر

في وقت مبكر من عام 1918، بدأ مكتب الإيرادات الداخلية في استخدام اسم «دائرة الإيرادات الداخلية» في نموذج ضريبي واحد على الأقل. في عام 1953، تم تغيير الاسم إلى «خدمة الإيرادات الداخلية» في قرار الخزانة رقم 6038.

## المنظمة الحالية
شهدت الثمانينيات إعادة تنظيم مصلحة الضرائب. تم إنشاء لجنة من الحزبين مع العديد من التفويضات، من بينها زيادة خدمة العملاء وتحسين المجموعات. أصدر الكونجرس في وقت لاحق قانون إعادة هيكلة وإصلاح خدمة الإيرادات الداخلية لعام 1998.
بسبب هذا القانون، تعمل مصلحة الضرائب الآن تحت أربعة أقسام تشغيلية رئيسية: الأعمال التجارية الكبيرة والدولية (LB&I)، الأعمال التجارية الصغيرة / العاملين لحسابهم الخاص (SB / SE)، الأجور والاستثمار (W&I)، والكيانات الحكومية المعفاة من الضرائب (TE) / GE). اعتبارًا من 1 أكتوبر 2010، تم تغيير اسم قسم الأعمال الكبيرة والمتوسطة الحجم إلى قسم الأعمال الكبيرة والدولية (LB&I). في حين أن هناك بعض الأدلة على أن خدمة العملاء قد تحسنت، فقد تجاوزت الإيرادات الضريبية المفقودة في عام 2001 323 مليار دولار.
يقع المقر الرئيسي لـ دائرة الإيرادات الداخلية في واشنطن العاصمة، وتقوم بمعظم برمجة الكمبيوتر في ولاية ماريلاند. وهي تدير حاليًا خمسة مراكز لمعالجة الطلبات التي تعالج المرتجعات المرسلة بالبريد والمرتجعات المقدمة إلكترونيًا عبر الملف الإلكتروني. تتم معالجة أنواع مختلفة من المرتجعات في المراكز المختلفة حيث تقوم بعض المراكز بمعالجة المرتجعات الفردية بينما يقوم البعض الآخر بمعالجة مرتجعات الأعمال.
في الأصل، كان هناك عشرة مراكز لمعالجة الطلبات في جميع أنحاء البلاد. في أوائل العقد الأول من القرن الحادي والعشرين، أغلقت دائرة الإيرادات الداخلية خمسة مراكز: Andover، MA؛ هولتسفيل، نيويورك؛ فيلادلفيا، بنسلفانيا؛ أتلانتا، GA؛ وممفيس، تينيسي. هذا يترك حاليًا خمسة مراكز معالجة العوائد: أوستن، تكساس؛ كوفينجتون، كنتاكي؛ فريسنو، كاليفورنيا؛ كانساس سيتي، ميزوري؛ وأوغدن، يوتا. في أكتوبر 2016، أعلنت دائرة الإيرادات الداخلية أنه سيتم إغلاق ثلاثة مراكز أخرى خلال فترة ست سنوات: كوفينجتون، كنتاكي في عام 2019 ؛ فريسنو، كاليفورنيا في عام 2021 ؛ وأوستن، تكساس في عام 2024. سيؤدي ذلك إلى ترك كانساس سيتي، ميزوري وأوغدن، يوتا آخر مركزين لمعالجة التقديم بعد عام 2024.
تدير دائرة الإيرادات الداخلية أيضًا ثلاثة مراكز كمبيوتر في جميع أنحاء البلاد (في ديترويت، ميشيغان؛ مارتينسبرغ، فيرجينيا الغربية؛ وممفيس، تينيسي).

### مفوض
المفوض الحالي لمصلحة الضرائب هو تشارلز بي ريتيج من كاليفورنيا. كان هناك 48 مفوضا سابقا للإيرادات الداخلية و 28 مفوضا بالإنابة منذ إنشاء الوكالة عام 1862 
في الفترة من 22 مايو 2013 إلى 23 ديسمبر 2013، شغل دانيال ويرفيل، أحد كبار المسؤولين في مكتب الإدارة والميزانية، منصب مفوض الإيرادات الداخلية بالوكالة. قام ويرفل، الذي التحق بكلية الحقوق بجامعة نورث كارولينا وحصل على درجة الماجستير من جامعة ديوك، بإعداد الحكومة لإغلاق محتمل في عام 2011 من خلال تحديد الخدمات التي ستبقى قائمة.
لم يخدم أي مفوض دائرة الإيرادات الداخلية أكثر من خمس سنوات وشهر واحد منذ جاي هيلفرينج، الذي خدم 10 سنوات حتى عام 1943. وكان آخر مفوض خدم لأطول فترة هو دوج شولمان، الذي عينه الرئيس جورج دبليو بوش وخدم لمدة خمس سنوات.

### نواب المفوضين
يساعد مفوض الإيرادات الداخلية نائبا المفوضين.
يقدم نائب المفوض لدعم العمليات تقاريره مباشرة إلى المفوض ويشرف على وظائف الدعم المتكاملة لدائرة الإيرادات الداخلية، مما يسهل الاقتصاد في كفاءة الحجم وأفضل الممارسات التجارية. يوفر نائب المفوض لدعم العمليات القيادة التنفيذية لخدمة العملاء والمعالجة وتنفيذ قانون الضرائب وعمليات الإدارة المالية، وهو مسؤول عن الإشراف على عمليات مصلحة الضرائب وتوفير القيادة التنفيذية للسياسات والبرامج والأنشطة. يساعد النائب ويعمل نيابة عن مفوض دائرة الإيرادات الداخلية في توجيه وتنسيق ومراقبة السياسات والبرامج وأنشطة مصلحة الضرائب؛ في وضع سياسة الإدارة الضريبية، وتطوير القضايا والأهداف الاستراتيجية للإدارة الاستراتيجية لمصلحة الضرائب.
يقدم نائب المفوض للخدمات والإنفاذ تقاريره مباشرة إلى المفوض ويشرف على أقسام التشغيل الرئيسية الأربعة المسؤولة عن قطاعات العملاء الرئيسية والوظائف الأخرى التي تواجه دافعي الضرائب. يعمل نائب المفوض للخدمات والإنفاذ بصفته المساعد الرئيسي لمفوض مصلحة الضرائب والذي يعمل نيابة عن المفوض في وضع وإنفاذ سياسة إدارة الضرائب ودعم مهمة دائرة الإيرادات الداخلية لتوفير خدمة عالية الجودة لدافعي الضرائب في أمريكا من خلال مساعدتهم على فهم مسؤولياتهم الضريبية والوفاء بها.

### مكتب محامي دافعي الضرائب
مكتب محامي دافعي الضرائب، المعروف أيضًا باسم خدمة محامي دافعي الضرائب، هو مكتب مستقل داخل دائرة الإيرادات الداخلية مسؤول عن مساعدة دافعي الضرائب في حل مشكلاتهم مع مصلحة الضرائب وتحديد المشكلات النظامية الموجودة داخل مصلحة الضرائب. الرئيس الحالي للمنظمة، المعروف باسم محامي دافعي الضرائب في الولايات المتحدة، هو إيرين إم كولينز.

### مكتب الاستئناف المستقل
مكتب الاستئناف المستقل منظمة مستقلة داخل دائرة الإيرادات الداخلية تساعد دافعي الضرائب في حل نزاعاتهم الضريبية من خلال عملية إدارية غير رسمية. وتتمثل مهمتها في حل الخلافات الضريبية بشكل عادل ونزيه، دون تقاضي. قد يستغرق حل القضية في الاستئناف «من 90 يومًا إلى عام». الرئيس الحالي هو دونا سي هانسبيري.

### مكتب المسؤولية المهنية (OPR)
يحقق مكتب المسؤولية المهنية في سوء السلوك المشتبه به من قبل المحامين، محاسبين قانونيين ووكلاء مسجلين («ممارسو الضرائب») التي تنطوي على ممارسة أمام دائرة الإيرادات الداخلية ولديها سلطة فرض عقوبات مختلفة. يمكن لـ مكتب المسؤولية المهنية أيضًا اتخاذ إجراءات ضد ممارسي الضرائب لإدانتهم بجريمة أو عدم تقديم الإقرارات الضريبية الخاصة بهم. وفقًا لمديرة مكتب المسؤولية المهنية السابقة كارين هوكينز، «كان التركيز على الطريق - الحالات السهلة لممارسي الضرائب الذين ليسوا مدعين.»  المديرة الحالية بالوكالة هي إليزابيث كاستنبرغ.

### التحقيق الجنائي (CI)
دائرة الإيرادات الداخلية والتحقيقات الجنائية (IRS-CI) هي المسؤولة عن التحقيق في الانتهاكات الجنائية المحتملة لقانون الإيرادات الداخلية الأمريكي والجرائم المالية ذات الصلة، مثل غسيل الأموال وانتهاكات العملة والاحتيال وسرقة الهوية المتعلقة بالضرائب وتمويل الإرهاب الذي يؤثر سلبًا إدارة الضرائب. يرأس هذا القسم رئيس التحقيق الجنائي المعين من قبل مفوض مصلحة الضرائب.

### البرامج
المساعدة الضريبية للمتطوعين (VITA) والاستشارات الضريبية للمسنين (TCE) هي برامج تطوعية تديرها مصلحة الضرائب لتدريب المتطوعين وتقديم المساعدة الضريبية والمشورة لدافعي الضرائب. يمكن للمتطوعين دراسة مواد الدورة التدريبية الإلكترونية وإجراء الاختبارات والممارسة باستخدام برامج إعداد الضرائب. لربط وتعلم الضرائب (يمكن البحث عن طريق الكلمات الرئيسية كما "Link & Learn Taxes" على موقع IRS)، هو جزء التعلم الإلكتروني المجاني من برنامج VITA / TCE لتدريب المتطوعين.

### بناء
- مفوض الإيرادات الداخلية.
  - نائب المفوض للخدمات والتنفيذ.
    - مساعد نائب المفوض للخدمات والتنفيذ.
    - الأعمال الكبيرة والشعبة الدولية - يدير قوانين الضرائب التي تحكم الشركات التي تزيد أصولها عن 10 ملايين دولار.

    - قسم الأعمال الصغيرة / العاملين لحسابهم الخاص - يدير قوانين الضرائب التي تحكم الشركات الصغيرة ودافعي الضرائب العاملين لحسابهم الخاص.
      - التحصيل - يجمع الضرائب المتأخرة ويؤمن تقديم الإقرار الضريبي المتأخر.
      - الفحص - يقوم بمراجعة الإقرارات للتأكد من امتثال دافعي الضرائب لمسؤولياتهم الضريبية.
      - دعم العمليات - خدمات الدعم المركزية.

    - قسم الأجور والاستثمار - يدير قوانين الضرائب التي تحكم الأفراد العاملين بأجر.
      - مساعدة العملاء والعلاقات والتعليم - مساعدة دافعي الضرائب في الوفاء بمسؤولياتهم الضريبية.
      - خدمات النزاهة والامتثال المرتجعات - اكتشاف ومنع عمليات الاسترداد غير الصحيحة.
      - خدمات حساب العملاء - معالجة إقرارات دافعي الضرائب.
      - دعم العمليات - الإدارة الداخلية وخدمات الدعم.

    - قسم الجهات المعفاة من الضرائب والجهات الحكومية - يدير قوانين الضرائب التي تحكم الكيانات الحكومية والمعفاة من الضرائب.
      - خدمات الكيانات الحكومية / الأسهم - إدارة وتوجيه وتنفيذ الأنشطة على الصعيد الوطني للجهات الحكومية وكذلك توفير الدعم التشغيلي للأقسام.
      - خطط الموظف - يدير قوانين ضريبة خطة التقاعد.
      - المؤسسات المعفاة - تحديد حالة الإعفاء الضريبي للمؤسسات وتنظيمها من خلال فحوصات الفحص والامتثال.

    - قسم التحقيقات الجنائية - يحقق في المخالفات الجنائية لقوانين الضرائب والجرائم المالية الأخرى ذات الصلة.
      - العمليات الدولية - تجري تحقيقات دولية في الجرائم المالية وتوفر ملحقين وكلاء خاصين في مواقع دولية إستراتيجية.
      - العمليات والسياسات والدعم - يخطط ويطور ويوجه وينفذ التحقيقات الجنائية من خلال المكاتب الميدانية الإقليمية.
      - استرداد الأموال والجرائم الإلكترونية - تحديد مخططات الضرائب الجنائية وإجراء التحقيقات في الجرائم الإلكترونية.
      - الإستراتيجية - خدمات الدعم الداخلي.
      - عمليات التكنولوجيا وخدمات التحقيق - إدارة تكنولوجيا المعلومات.

    - مكتب الخدمات عبر الإنترنت.
    - مكتب محضر الإرجاع.
    - مكتب المسؤولية المهنية.
    - مكتب المبلغين.

  - نائب المفوض لدعم العمليات.
    - مساعد نائب المفوض لدعم العمليات.
    - رئيس إدارة المرافق والخدمات الأمنية.
    - رئيس مكتب المعلومات.
    - كبير مسؤولي الخصوصية.
    - رئيس قسم المشتريات.
    - المدير المالي.
    - مسؤول رأس المال البشري في مصلحة الضرائب.
    - مدير تنفيذي للعمليات الخطره.
    - كبير مسؤولي التنوع.
    - رئيس قسم الأبحاث والتحليلات.

  - رئيس العمال.
  - رئيس الاتصالات والاتصال.
  - محامي دافعي الضرائب الوطني.
  - رئيس المستشارين.
  - رئيس مكتب الاستئناف المستقل لمصلحة الضرائب.

## إحصاءات تحصيل الضرائب
التحصيلات قبل رد المبالغ حسب نوع الإرجاع ، السنة المالية 2010
ملخص التحصيلات قبل المبالغ المستردة حسب نوع العائد، السنة المالية 2010:
| نوع الإرجاع             | عدد المرتجعات | المجموعات الإجمالية إلى أقرب مليون دولار أمريكي |
| ----------------------- | ------------- | ----------------------------------------------- |
| ضريبة الدخل الفردي      | 141,166,805   | 1,163,688                                       |
| ضرائب العمل             | 29,493,234    | 824188                                          |
| ضريبة الدخل على الشركات | 2,355,803     | 277.937                                         |
| الضرائب الانتقائية      | 836793        | 47190                                           |
| ضريبة الهدايا           | 286.522       | 2,820                                           |
| ضريبة العقارات          | 28780         | 16931                                           |
| مجموع                   | 174405682     | 2,332,754                                       |

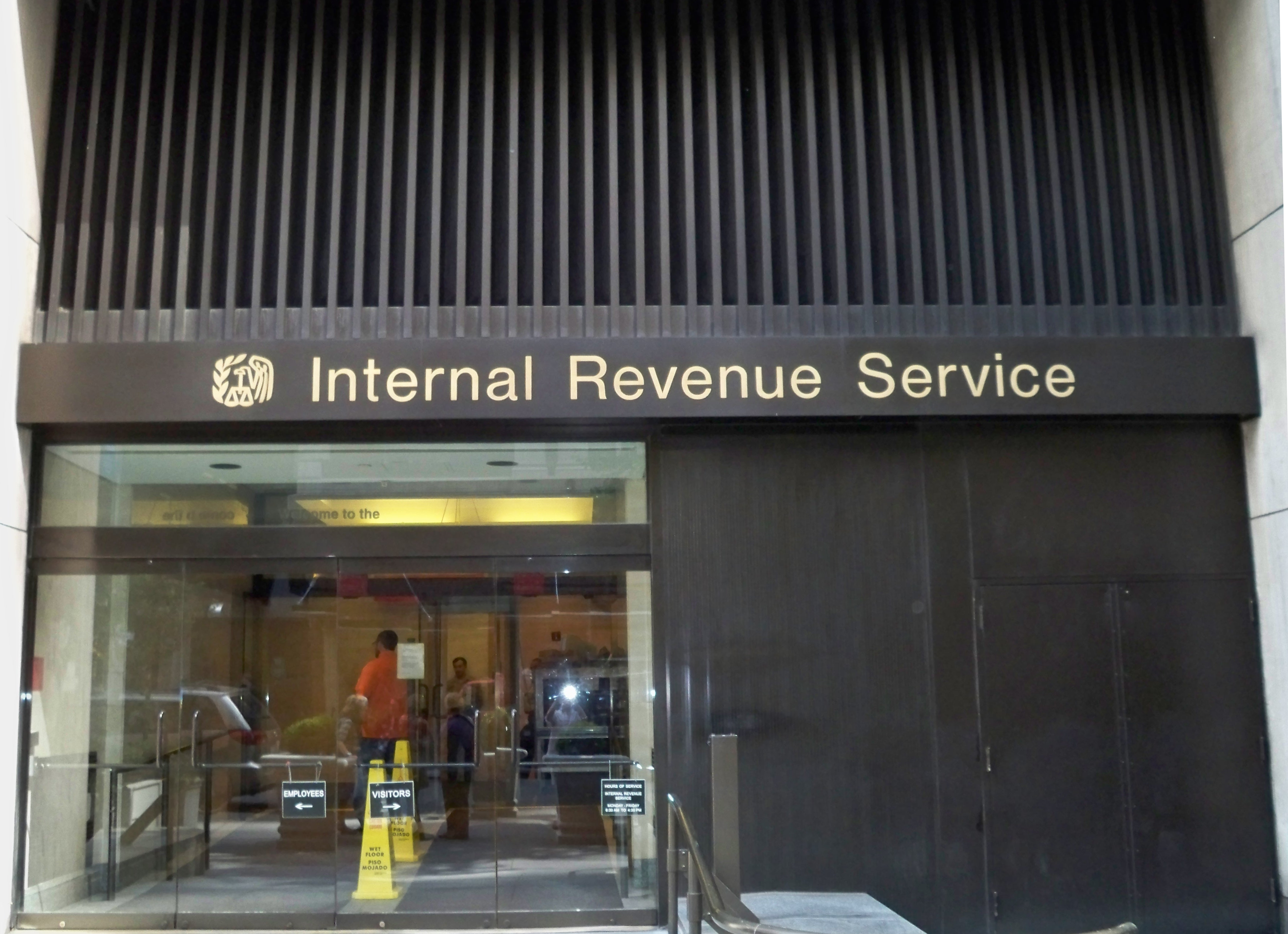
مكتب مدينة نيويورك الميداني لـ IRS.

بالنسبة للسنة المالية 2009، خصص الكونجرس الأمريكي إنفاقًا يقارب 12.624 مليار دولار من «سلطة الموازنة التقديرية» لتشغيل وزارة الخزانة، منها 11.522 مليار دولار مخصصة لمصلحة الضرائب. التقدير المتوقع لميزانية مصلحة الضرائب للسنة المالية 2011 كان 12.633 مليار دولار. على النقيض من ذلك، خلال السنة المالية (FY) 2006، جمعت مصلحة الضرائب أكثر من 2.2 تريليون دولار من الضرائب (صافي المبالغ المستردة)، حوالي 44 في المائة منها يُعزى إلى ضريبة الدخل الفردية. ويرجع ذلك جزئيًا إلى طبيعة فئة ضريبة الدخل الفردية، التي تحتوي على الضرائب المحصلة من الطبقة العاملة والشركات الصغيرة والعاملين لحسابهم الخاص وأرباح رأس المال. يدفع أعلى 5٪ من أصحاب الدخل 38.284٪ من الضرائب الفيدرالية المحصلة.
اعتبارًا من عام 2007، قدرت الوكالة أن وزارة الخزانة الأمريكية مستحقة 354 مليار دولار أكثر من المبلغ الذي تجمعه مصلحة الضرائب. يُعرف هذا بالفجوة الضريبية.
الفجوة الضريبية الإجمالية هي مقدار الالتزام الضريبي الحقيقي الذي لا يتم دفعه طواعية وفي الوقت المناسب. للسنوات 2008-2010، كان إجمالي الفجوة الضريبية المقدرة 458 مليار دولار. الفجوة الضريبية الصافية هي الفجوة الضريبية الإجمالية مطروحًا منها الضريبة التي سيتم تحصيلها لاحقًا، سواء تم دفعها طوعًا أو نتيجة للأنشطة الإدارية والتنفيذية لمصلحة الضرائب ؛ هو الجزء الذي لن يتم دفعه من الفجوة الضريبية الإجمالية. تشير التقديرات إلى أنه تم في نهاية المطاف تحصيل 52 مليار دولار من إجمالي الفجوة الضريبية مما أدى إلى فجوة ضريبية صافية قدرها 406 مليار دولار.
في عام 2011، تم تقديم 234 مليون إقرار ضريبي للسماح لمصلحة الضرائب بجمع 2.4 تريليون دولار منها 384 مليار دولار تم نسبها إلى الخطأ أو الاحتيال.

### تحصيل الاستعانة بمصادر خارجية والمساعدة الضريبية
في سبتمبر 2006، بدأت مصلحة الضرائب في الاستعانة بمصادر خارجية لتحصيل ديون دافعي الضرائب إلى وكالات تحصيل الديون الخاصة. لاحظ معارضو هذا التغيير أن دائرة الإيرادات الداخلية ستسلم معلومات شخصية إلى وكالات تحصيل الديون هذه، والتي يتم دفع ما بين 29٪ و 39٪ من المبلغ المحصل. يشعر المعارضون بالقلق أيضًا بشأن دفع الوكالات مقابل النسبة المئوية التي يتم تحصيلها، لأنها ستشجع الجامعين على استخدام أساليب الضغط لجمع أكبر مبلغ. يرد المتحدث باسم دائرة الإيرادات الداخلية، تيري ليمونز، على هؤلاء النقاد قائلاً إن النظام الجديد «برنامج سليم ومتوازن يحترم حقوق دافعي الضرائب وخصوصية دافعي الضرائب». تستخدم الوكالات الحكومية والمحلية الأخرى أيضًا وكالات التحصيل الخاصة.
في مارس 2009، أعلنت دائرة الإيرادات الداخلية أنها لن تقوم بعد الآن بالاستعانة بمصادر خارجية لتحصيل ديون دافعي الضرائب إلى وكالات تحصيل الديون الخاصة. قررت دائرة الإيرادات الداخلية عدم تجديد العقود لوكالات تحصيل الديون الخاصة، وبدأت برنامج توظيف في مواقع الاتصال ومراكز المعالجة في جميع أنحاء البلاد لجلب المزيد من الموظفين لمعالجة عمليات التحصيل داخليًا من دافعي الضرائب. اعتبارًا من أكتوبر 2009، توقفت مصلحة الضرائب عن استخدام وكالات تحصيل الديون الخاصة.
في سبتمبر 2009، بعد نشر مقاطع الفيديو السرية للأنشطة المشكوك فيها من قبل موظفي إحدى منظمات المساعدة الضريبية التطوعية التابعة لدائرة الإيرادات الداخلية، قامت دائرة الإيرادات الداخلية بإزالة اتحاد المنظمات المجتمعية للإصلاح الفوري (ACORN) من برنامج المساعدة الضريبية التطوعي.

## الوظائف الإدارية

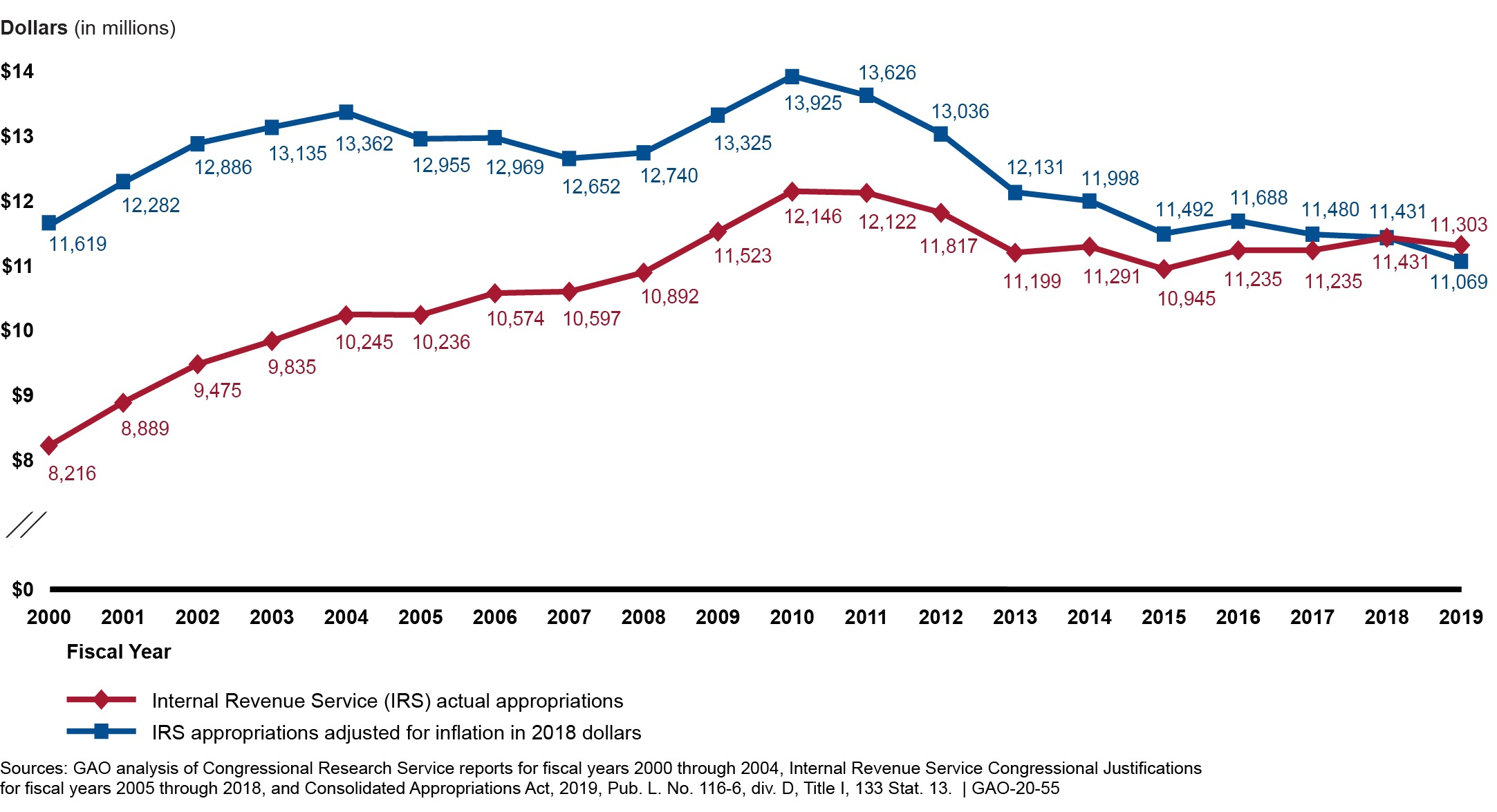
اعتمادات مصلحة الضرائب، 2000-2019
Nominal appropriations الاعتمادات الاسمية

تنشر مصلحة الضرائب نماذج ضريبية يطلب من دافعي الضرائب الاختيار من بينها واستخدامها لحساب التزاماتهم الضريبية الفيدرالية والإبلاغ عنها. تنشر مصلحة الضرائب أيضًا عددًا من النماذج لعملياتها الداخلية، مثل النماذج 3471 و 4228 (والتي يتم استخدامها أثناء المعالجة الأولية لإقرارات ضريبة الدخل).
بالإضافة إلى تحصيل الإيرادات ومتابعة الغشاشين الضريبيين، تصدر مصلحة الضرائب أحكامًا إدارية مثل أحكام الإيرادات وأحكام الرسائل الخاصة. بالإضافة إلى ذلك، تنشر الخدمة نشرة الإيرادات الداخلية التي تحتوي على تصريحات مصلحة الضرائب المختلفة. تسمح السلطة المسيطرة على اللوائح والأحكام المتعلقة بالإيرادات لدافعي الضرائب بالاعتماد عليها. يعتبر الحكم الخطابي مفيدًا لدافع الضرائب الذي صدر له، ويقدم بعض الشرح لموقف الخدمة في مسألة ضريبية معينة. بالإضافة إلى ذلك، فإن خطاب حكم يعتمد عليه دافع الضرائب بشكل معقول يسمح بالتنازل عن غرامات السداد الضريبي.
كما هو الحال مع جميع القرارات الإدارية، يقوم دافعو الضرائب أحيانًا بالتقاضي بشأن صحة الأحكام، وتحدد المحاكم أحيانًا أن قاعدة معينة غير صالحة عندما تتجاوز الوكالة منحها للسلطة. تصدر مصلحة الضرائب أيضًا تصريحات رسمية تسمى إجراءات الإيرادات، والتي من بين أشياء أخرى تخبر دافعي الضرائب كيفية تصحيح الأخطاء الضريبية السابقة. دليل العمليات الداخلية الخاص بمصلحة الضرائب هو دليل الإيرادات الداخلية، والذي يصف الإجراءات الكتابية لمعالجة ومراجعة الإقرارات الضريبية بتفاصيل مؤلمة. على سبيل المثال، يحتوي دليل الإيرادات الداخلية على إجراء خاص لمعالجة الإقرارات الضريبية للرئيس ونائب رئيس الولايات المتحدة.
وضع قواعد أكثر رسمية لإعطاء تفسير الخدمة للقانون، أو عندما يوجه القانون نفسه أن وزير الخزانة يجب أن يقدم، تخضع دائرة الإيرادات الداخلية لعملية التنظيم الرسمية مع إشعار بوضع القواعد المقترحة (NPRM) المنشور في السجل الفيدرالي يعلن عن المقترح التنظيم، وتاريخ جلسة الاستماع الشخصية، وعملية الأطراف المعنية لسماع وجهات نظرهم إما شخصيًا في جلسة الاستماع في واشنطن العاصمة، أو عن طريق البريد. بعد الفترة القانونية المنصوص عليها في قانون الإجراءات الإدارية، تقرر الخدمة اللوائح النهائية «كما هي» أو تعكس التغييرات، أو تسحب أحيانًا اللوائح المقترحة. بشكل عام، قد يعتمد دافعو الضرائب على اللوائح المقترحة حتى تصبح اللوائح النهائية سارية المفعول. على سبيل المثال، يعتمد متخصصو الموارد البشرية على اللوائح المقترحة في 4 أكتوبر 2005  (الاقتباس من السجل الفيدرالي الأمريكي 70 FR 57930-57984)  للقسم 409A بشأن التعويض المؤجل (ما يسمى بقواعد إنرون بشأن التعويض المؤجل لإضافة أسنان للقواعد القديمة) لأن اللوائح لم يتم الانتهاء منها.
أشرفت دائرة الإيرادات الداخلية على ائتمان مشتري المساكن وبرامج ائتمان مشتري المنزل لأول مرة التي أنشأتها الحكومة الفيدرالية من 2008-2010. زودت هذه البرامج مواطني الولايات المتحدة بالمال لشراء منازل، بغض النظر عن إقرارات ضريبة الدخل.

## اتحاد العمال
يتم تمثيل معظم الموظفين غير المشرفين في مصلحة الضرائب من قبل نقابة عمالية. الاتحاد العمالي الحصري في دائرة الإيرادات الداخلية هو اتحاد موظفي الخزانة الوطنية (NTEU). لا يُطلب من الموظفين الانضمام إلى النقابة أو دفع المستحقات. لدى دائرة الإيرادات الداخلية واتحاد موظفي الخزانة الوطنية اتفاقية مفاوضة جماعية وطنية.
في إطار متابعة سبل الانتصاف الإدارية ضد دائرة الإيرادات الداخلية لبعض إجراءات الموظفين غير العادلة أو غير القانونية، بموجب القانون الفيدرالي، يجوز لموظف دائرة الإيرادات الداخلية اختيار واحد فقط من المنتديات الثلاثة أدناه:
- اتحاد موظفي الخزانة الوطنية أو
- مجلس حماية أنظمة الجدارة الأمريكية (MSPB)، أو
- مكتب الولايات المتحدة للمستشار الخاص (OSC).[70]

يُطلب من الموظفين أيضًا الإبلاغ عن بعض حالات سوء السلوك إلى مفتش الخزينة العام لإدارة الضرائب (TIGTA). يحظر القانون الاتحادي الانتقام أو الانتقام من موظف يبلغ عن مخالفة.

## الخلافات
تم اتهام دائرة الإيرادات الداخلية بسلوك مسيء في مناسبات متعددة. تم الإدلاء بشهادة أمام لجنة فرعية في مجلس الشيوخ ركزت على حالات تكتيكات تحصيل مصلحة الضرائب المفرطة العدوانية عند النظر في الحاجة إلى تشريع لمنح دافعي الضرائب حماية أكبر في النزاعات مع الوكالة.
أقر الكونجرس قانون حقوق دافعي الضرائب 3 في 22 يوليو 1998، مما أدى إلى تحويل عبء الإثبات من دافع الضرائب إلى مصلحة الضرائب في بعض الحالات المحدودة. تحتفظ دائرة الإيرادات الداخلية (IRS) بالسلطة القانونية لفرض الامتيازات ومصادرة الأصول دون الحصول على حكم في المحكمة.
في عام 2002، اتهمت دائرة الإيرادات الداخلية جيمس وباميلا موران، بالإضافة إلى العديد من الأشخاص الآخرين، بالتآمر وتقديم إقرارات ضريبية كاذبة والاحتيال عبر البريد كجزء من مخطط استثمار أندرسون أرك. تمت تبرئة الزوجين موران في النهاية، وذكر محاميهما أنه كان على الحكومة أن تدرك أن الزوجين قد خدعهما فقط أولئك الذين يديرون المخطط.
في عام 2004، تم تعليق التراخيص القانونية لاثنين من محاميي مصلحة الضرائب السابقين بعد أن قضت محكمة فيدرالية بالاحتيال على المحاكم حتى تتمكن مصلحة الضرائب من كسب مبلغ في قضايا المأوى الضريبي.
في عام 2013، تورطت دائرة الإيرادات الداخلية في فضيحة سياسية اكتُشف فيها أن الوكالة أخضعت مجموعات محافظة أو ذات صوت محافظ تقدم للحصول على حالة الإعفاء الضريبي لمزيد من التدقيق.
في 5 سبتمبر 2014، بعد 16 شهرًا من اندلاع الفضيحة لأول مرة، أصدرت لجنة فرعية في مجلس الشيوخ تقريرًا أكد أن دائرة الإيرادات الداخلية استخدمت معايير غير مناسبة لاستهداف مجموعات حفلات الشاي، لكنها لم تجد أي دليل على التحيز السياسي. وأكد رئيس اللجنة الفرعية الدائمة للتحقيقات في مجلس الشيوخ أنه في حين أن الإجراءات كانت «غير مناسبة وتدخلية ومرهقة»، فإن الديمقراطيين عانوا في كثير من الأحيان من نفس المعاملة. لاحظ الجمهوريون أن 83٪ من المجموعات التي تم تعليقها من قبل مصلحة الضرائب كانت ذات ميول يمينية. وقدم موظفو اللجنة الفرعية التابعون للأقلية، الذين لم ينضموا إلى تقرير فريق الأغلبية، تقريرًا مخالفًا بعنوان «مجموعات حفلات الشاي التي تستهدف مصلحة الضرائب».
في 25 مايو 2015، أعلنت الوكالة أن المجرمين تمكنوا من الوصول بشكل غير قانوني إلى المعلومات الضريبية الخاصة لأكثر من 100000 دافع ضرائب على مدى عدة أشهر، وسرقوا حوالي 50 مليون دولار من الوكالة في إقرارات ضريبية مزورة. من خلال توفير أرقام الضمان الاجتماعي وغيرها من المعلومات التي تم الحصول عليها من جرائم الكمبيوتر السابقة، كان المجرمون قادرين على استخدام وظيفة «الحصول على نسخة» في مصلحة الضرائب على الإنترنت لجعل مصلحة الضرائب تزودهم بالإقرارات الضريبية وغيرها من المعلومات الخاصة لمقدمي الضرائب الأمريكيين. في 17 آب (أغسطس) 2015، كشفت دائرة الإيرادات الداخلية أن الانتهاك قد أضر بـ 220 ألف سجل إضافي لدافعي الضرائب. في 27 فبراير 2016، كشفت دائرة الإيرادات الداخلية عن سرقة أكثر من 700000 من أرقام الضمان الاجتماعي وغيرها من المعلومات الحساسة.
كانت مصلحة الضرائب موضوع انتقادات متكررة من قبل العديد من المسؤولين المنتخبين والمرشحين للمناصب السياسية، بما في ذلك بعض الذين طالبوا بإلغاء مصلحة الضرائب. وكان من بينهم تيد كروز وراند بول وبن كارسون ومايك هوكابي وريتشارد لوغار. في عام 1998 قدم عضو جمهوري في الكونغرس مشروع قانون لإلغاء قانون الإيرادات الداخلية بحلول عام 2002. في عام 2016، دعت لجنة الدراسة الجمهورية، التي تضم أكثر من ثلثي أعضاء مجلس النواب الجمهوريين، إلى «القضاء التام على دائرة الإيرادات الداخلية»، وقدم النائب الجمهوري روب وودال من جورجيا مشروع قانون كل عام منذ دخوله الكونغرس في عام 2011 لإلغاء ضرائب الدخل وإلغاء مصلحة الضرائب.
تم انتقاد مصلحة الضرائب لاعتمادها على البرامج القديمة. يبلغ عمر أنظمة مثل الملف الرئيسي الفردي أكثر من 50 عامًا وقد حددها مكتب المساءلة الحكومية على أنها «تواجه مخاطر كبيرة بسبب اعتمادها على لغات البرمجة القديمة والأجهزة القديمة ونقص الموارد البشرية ذات المهارات الأساسية».

## روابط خارجية
- الموقع الرسمي لخدمة الإيرادات الداخلية.
- دائرة الإيرادات الداخلية في السجل الفيدرالي.